# Allsmäktighet
Allsmäktighet, omnipotens, syftar på makt som är gränslös eller outtömlig. Monoteistiska religioner brukar i regel endast tillskriva Gud denna egenskap.
Allsmäktighet brukar klassas som ett av Guds karaktärsdrag bland de flesta västerländska monoteistiska religioner, tillsammans med allvetande, allestädesnärvaro och oändlig kärleksfullhet.

## Allsmäktighetens innebörd
Termen ”allsmäktighet” har ingen lättbestämd innebörd, då dess definition varierar mellan människor från olika religioner, och även mellan människor som delar samma tro. Några vanliga ståndpunkter är bland andra:  
1. Gud kan inte bara överskrida fysikens och sannolikhetslärans lagar, utan kan även överskrida logikens ramar (Gud kan, till exempel, skapa en fyrkantig cirkel, eller låta talet ett vara ekvivalent med tre), eftersom Gud inte är bunden av några begränsningar över huvud taget.
2. Gud kan ingripa i världen genom att åsidosätta fysikens och sannolikhetslärans lagar (Gud kan exempelvis skapa mirakel), men det är omöjligt (och även meningslöst) att tänka sig att Gud skulle kunna motsäga logiska sanningar.
3. Guds allmakt låter honom inte överskrida fysikens och logikens lagar, utan hans allmakt består snarare i hans förmåga att bemästra dessa lagar, som även råder över honom själv. Gud är allsmäktig på så sätt att han nått den fulla potentialen av sin art (människan), och därför är han så mäktig som någon medlem av hans art någonsin kan bli. Det som liknar mirakel för en dödlig är helt enkelt ett exempel på Guds allvetenhet när det gäller naturlagarna, och hans förmåga att alltid kunna utnyttja denna allvetenhet.
4. Gud har förmågan att utföra allt som är i överensstämmelse med hans egen natur. Inga externa krafter påverkar honom, då han själv är ursprunget och källan till all kraft. Guds natur inkluderar logik, och därför kan Gud inte göra någonting som är logiskt omöjligt. Gud har därför förmågan att förändra fysikens lagar eftersom de inte är en del av hans natur (dock är de möjligen en reflektion av densamma). Tertullianus har sammanfattat detta synsätt på följande vis:

| ” | På ett sätt så finns det saker som även är svårt för Gud – nämligen, det som han inte har gjort – och det är inte för att han saknar möjligheten, utan för att han inte vill göra det. För när det gäller Gud, så är vilja detsamma som att kunna göra, och ovilja är att vara oförmögen till handling; allt som han har velat göra har han dock både varit förmögen att utföra, och har demonstrerat hans förmåga. Tertullianus, Against Praxeas, Chapter X | „ |

### Skolastisk definition
Thomas Aquinas (1225-1274) stötte på svårigheter i att begripa Guds makt. Aquinas skrev att ”alla bekänner att Gud är allsmäktig…men det tycks vara svårt att förklara exakt vad hans allmakt innebär.” I den skolastiska förståelsen av allmakt betraktar man begränsningar av makt som en av de nödvändiga konsekvenserna av allmakt; istället för att tala om oändliga färdigheter. Det finns med andra ord vissa saker som inte ens en allsmäktig Gud kan göra. Medeltida teologer uppmärksammade några tämligen triviala exempel på begränsningar av Guds makt. Påståendet att ”Gud kan göra allt”, är endast vettigt tillsammans med den underförstådda frasen ”som innebär fullkomning av sann makt.” Detta skolastiska standardsvar tillåter att jordiska handlingar såsom att gå, är möjliga för en människa att utföra, men inte möjliga för Gud. Istället för att se jordiska handlingar som ett kraftmässigt övertag, så ser man dem som ”defekter” i den mänskliga förmågan; eftersom en individ som besitter allmakt inte behöver bemöda sig med att sitta eller gå. Förmågan att synda är exempelvis inte en begåvning, utan snarare en defekt eller en svaghet. Som svar på frågor gällande Guds förmåga att utföra omöjligheter (som att rita fyrkantiga cirklar), så säger Aquinas att ”Ingenting som innebär motsägelser ingår i Guds allmakt.” 
Under senare år så har C.S. Lewis antagit en skolastisk position i sitt arbete att förstå problemet med ondskan. Lewis delar Aquinas syn på motsägelser:
| ”           | Hans allmakt innebär makt att göra allt som har en reell möjlighet, inte att göra det som är omöjligt i sitt innersta väsen. Du kan tillskriva mirakler till honom, men inte nonsens. Detta är inte någon begränsning av hans makt. Om du väljer att säga att ”Gud kan ge fri vilja till en varelse, samtidigt som han förvägrar varelsen sin fria vilja”, så har du inte lyckats säga ”någonting” om Gud: meningslösa kombinationer av ord får inte mening bara för att vi lägger till prefixen ”Gud kan.” … Det är lika omöjligt för Gud att utföra två alternativ som utesluter varandra, som det är för den svagaste av hans varelser; detta beror inte på att hans makt har stött på ett hinder, utan för att nonsens fortsätter vara nonsens även när vi talar om Gud | „ |
| – Lewis, 18 | |   |

## Förkastande av allmakt
Vissa monoteister förkastar fullständigt synen på att Gud är eller kan vara allsmäktig. Bland många  konservativa och reformistiska judar, och inom vissa rörelser inom protestantismen, vilket innefattar processteologi och öppen teism, anser man att Guds handlande i världen sker genom övertalning, och inte genom tvång. Gud manifesterar sig själv i världen genom att inspirera människor, och genom att skapa möjligheter – men inte nödvändigtvis genom mirakler eller brott mot naturlagarna.
Förkastandet av allmakt följer ofta från antingen filosofiska eller bibliska resonemang, som diskuteras nedan.

### Filosofiska grunder: processteologi
Processteologi förkastar allmakt på filosofiska grunder, genom att argumentera att allmakt i dess klassiska bemärkelse inte skulle innebära perfektion, vilket gör den oförenlig med tanken på en perfekt Gud.
Denna tanke grundar sig i Platons ofta förbisedda påstående att ”varande är kraft.”
| ”              | Min tanke är, att någonting som besitter någon form av makt att påverka något annat, eller att bli påverkad av något annat, om än bara för ett ögonblick, oavsett hur trivial orsaken må vara, och oavsett hur tunn effekten är, har en reell existens; och jag hävdar att definitionen av att vara helt enkelt är att ha makt | „ |
| – Platon, 247E | |   |

Från denna premiss, argumenterar Charles Hartshorne vidare att:
| ”                | Makt är påverkan, och fullkomlig makt är fullkomlig påverkan … makt måste bli utövad på någonting, åtminstone ifall vi med makt åsyftar påverkan som i kontroll; men den som kontrolleras kan inte vara fullständigt overksam, eftersom den som är helt och hållet passiv, som inte har någon aktiv strävan i sig själv, inte kan sägas existera; ifall den som utsätts för kontrollen är delvis aktiv, så måste det existera en viss, om än svag, motståndskraft, mot den ”absoluta” makten, och hur kan makt som kan motstås vara absolut? | „ |
| – Hartshorne, 89 | |   |

Resonemanget kan sammanfattas på följande sätt:
1) Gud finns
2) Gud är fullkomlig
3) Existens är makt
4) Alla varelser I universum måste ha makt (från 3)
5) Om alla varelser har viss makt, så har de viss kraft att motstå Guds vilja.
6) Om varelser har kraft att mostå Guds vilja, så har inte Gud absolut makt.
Om Gud har absolut makt, så har han ingen makt över huvud taget. Gud måste därför vara ett uttryck för några av maktens karaktärsdrag, och några av övertalningsförmågans karaktärsdrag. Denna syn brukar kallas för tvåpolig teism.
Det mest populära arbete som ansluter sig till detta synsätt har gjorts av Harold Kushner (i judendomen). Behovet av en modifierad syn på allmakt har även blivit framställd av Alfred North Whitehead i början av 1900-talet, och har blivit utökat av den tidigare nämnda Charles Hartshorne. Hartshorne fortsatte utifrån det teologiska systemet processteologi.

### Bibliska grunder
Vissa av dem som förkastar allmakt gör det på bibliska grunder. De anmärker på att Bibeln aldrig tillskriver Gud de egenskaper som förknippas med ordet ”allmakt”. De noterar även att de gammaltestamentliga författarna beskriver Guds interaktion med skapelsen som något som huvudsakligen sker genom övertalning, och endast sporadiskt genom råstyrka. En nytestamentlig text som används för att bestyrka begränsningarna i Guds makt är Paulus hävdande att Gud är oförmögen att ljuga . Därför, hävdar man, finns det inga bibliska grunder till att vidhålla Guds allmakt, och doktrinen är endast ett resultat av den hellenistiska filosofins influenser på kristendomen.

## Paradoxer förknippade med allmakt
För ytterligare diskussion, se Allsmäktighetsparadoxen.
Tron att Gud kan göra exakt vad som helst kan hävdas skapa vissa logiska paradoxer. Ett enkelt exempel är som följer: Kan Gud skapa en sten som är så tung att inte ens han själv kan lyfta den? Om han kan göra det, säger man, så är stenen olyftbar, vilket begränsar Guds makt. Men om han inte kan göra det, så är han fortfarande inte allsmäktig. Båda alternativen bevisar därför, enligt anhängarna till resonemanget, att Gud inte kan vara allsmäktig. Detta problem ledde i högmedeltiden till att man utvecklade det matematiska konceptet oändlighet, och lade grunden till infinitesimalkalkylen.
Om man kombinerar allmakt med allvetenhet kan man stöta på frågan huruvida Gud kan ställa en fråga som inte han själv vet svaret på.
Ett svar på dessa paradoxer kan dock vara att de endast är paradoxer för oss, då Gud inte begränsas av logiken och därför även kan skapa en sten så tung att Gud själv inte kan lyfta den, men ändå kunna lyfta den. Detsamma gällande ställandet av frågan. Om Gud befinner sig "över" logiken är han dock per definition ologisk, och då objekt som strider mot logikens lagar ej kan existera kan inte heller Gud existera.
En annan paradox är den om fri vilja. Gud vill att vi tror på honom och lyder honom. Men uppenbarligen gör alla inte det och uppenbarligen har vi en vilja som gör det möjligt att tro eller inte tro. Men med allsmäktighet borde förmågan att styra över folks vilja finnas, så att han skulle få alla att tro på honom. Men det skulle innebära att alla skulle vara fjärrstyrda robotar och det skulle inte vara tro och lydnad. Ett kyrkligt synsätt är att Gud vill döma folk efter deras levnad och måste då låta dem frivilligt följa honom eller låta bli.